# Sauce Hannibal
La sauce Hannibal est un condiment élaboré à partir de tomates, d'oignons et d'épices.

## Étymologie
Elle aurait été nommée en l'honneur du stratège carthaginois Hannibal Barca. Certains affirment que les tomates rouges de la sauce évoqueraient le sang des victimes d'Hannibal Lecter. La sauce est particulièrement populaire en Belgique. Elle accompagne très bien les fricadelles. On évoque dès 1907 une sauce Hannibal pour napper des asperges.

## Ingrédients
Elle est composée d'une base de mayonnaise à laquelle on ajoute des oignons frits, du concentré de tomates, du vinaigre, du sucre, de la sauce Worcestershire et des épices telles que le paprika et le curry. Son goût est à la fois doux, légèrement épicé et subtilement sucré, ce qui en fait une sauce appréciée pour relever les plats tout en restant équilibrée.